# Enigma!
Enigma! (también conocidos como Enigma simplemente y anteriormente llamados Las Ventanas) es una banda de rock formados en el año de 1970 en la Ciudad de México originalmente por: Pablo González "Cáncer" (voz, guitarra), Sergio González "Acuario" (vocal de apoyo, bajo), Héctor Zenil "Virgo" (vocal de apoyo, batería) y Carlos González "Escorpión" (guitarra) 

## Historia
Es considerada una de las mejores y más prestigiadas e influyentes bandas del rock mexicano. Tuvieron éxito gracias al álbum de 1972 Enigma! y por los sencillos "Bajo el signo de acuario" que actualmente es considerado un himno y una de las 50 mejores canciones del rock mexicano. Esta canción fue originalmente grabada en español y también fue interpretada en inglés. "Save my soul" y "The call of the woman" fueron otros de los éxitos más famosos del grupo en su época.
La revista Rolling Stone considera el álbum Enigma! como uno de los 25 álbumes del rock en español más importantes de los años setenta, y destaca la figura de Pablo Cáncer como vocalista y primera guitarra.
El grupo continúa en activo y presentándose alrededor de la República Mexicana, pero el grupo después de su último álbum de estudio 2001 D.C., solo se presentan tocando parcialmente y para los seguidores de culto en sus presentaciones.

### Influencias
Su propuesta musical de origen consiste en una base rítmica de gran solidez y melodías mediante conceptos integrales de sentido y representación en escena (vestuario, gestos, apelativos, movimiento). Enigma desde un principio estuvo influido por figuras del rock anglosajón como The Beatles, Black Sabbath, The Yardbirds, The Animals, Cream, Led Zeppelin, Deep Purple, Jimi Hendrix, Ten Years After entre otros. Destaca además, a través del sonido de estas bandas, la inevitable influencia del blues negro a través de artistas como Muddy Waters, Elmore James, Jimmy Reed, Freddy King, entre otros. El resultado fue una música de potencia y vitalidad contundentes en letra y música.

## Integrantes

### Formación actual
- Omar Landa "Tauro" - vocalista, guitarra, 1998-2008 (como bajista) 2008-2013 (como baterista) 2013-actualidad (como guitarrista y vocalista)
- Iván Landa "Leo" - batería, 1998-2004 (como guitarrista) 2004-2008 (como baterista) 2013-actualidad (se reincorpora al grupo como baterista)

### Exintegrantes
- Pablo González "Cáncer" † (1948-2013) - vocalista, guitarra (1970-2013)
- Sergio González "Acuario" † (1950-2017) - bajo (1970-1981; 2012-2017)
- Luis Salgado "Sagitario" † (1949-2009) - vocal de apoyo, batería (1975-1981)
- Carlos Gonzalez "Escorpión" - guitarra, (1970-1981), bajo (1981-1991) batería (1991-2004)
- Héctor Zenil "Virgo" - batería, vocal de apoyo (1970-1975); (1977); 1981-1988 (regresa en 1977 para grabar el álbum lanzado en mismo año)
- Mario Padilla "Capricornio" - vocal de apoyo, bajo (2008-2011)
- Adrián González "Acuario" - vocal de apoyo, guitarra, armónica (2010-2015)
- José "Pepín" Somoza - vocal de apoyo, batería (1988-1989)
- Dan Hamud "Escorpión" - bajo (1986-1992)
- Rodrigo Osnaya "Capricornio" - guitarra, (2004-2008)
- Juan Carlos González "Piscis" - bajo (1991-1998)
- Amando Mendoza "Aries" - bajo (2011)
- Rodrigo Santoyo "Piscis" - bajo (2012)

### Formación Original
- Pablo González "Cáncer" † (1948-2013) - vocalista, guitarra (1970-2013)
- Carlos Gonzalez "Escorpión" - guitarra (1970-1981)
- Sergio Gonzalez "Acuario"  † (1950-2017)  - bajo (1970-1981)
- Héctor Zenil "Virgo" - batería, vocal de apoyo (1970-1975); (1977); (1981-1988)

## Discografía

### Álbumes de estudio
- 1972: "Enigma!" (Epic Records)
- 1981: "Enigma!" (también conocido como El Morado) (Discos Enigma!)
- 1985: "Duro y Pesado" (Discos Enigma!)
- 1987: "Golpe Maestro" (Discos Enigma!)
- 1988: "Sin Registro" (Discos Enigma!)
- 2001: "2001 D.C." (Discos Misha)

### Álbumes en vivo
- En Vivo!! (Enigma!, 1988)

### EP
- "Under the Sign of Aquarius" / "Save My Soul" / "Live It Up, Mama" (Discos Epic, 1971)
- "The Call of the Woman" / "69" / "Countdown" (Epic, 1971)
- "Intertwine" / "Simón" / "Sunday's Coming" (Epic, 1972)

### Álbumes recopilatorios
- Los grandes éxitos de Enigma! (1992)
- El llamado de la hembra (2000)

### Sencillos
- "Bajo el signo de acuario" / "Salva mi alma" (Discos Epic SC-71063, 1971)
- "Save My Soul" / "Under the Sign of Aquarius" (Epic SC-71077, 1971)
- "Black Out" / "Red Hot" (Epic SC-71152, 1972)
- "Magnetize...Me" / "Black Train" (Epic ?, 1973)
- "Cucaracha" / "No tengo nada" (Discos Enigma! 45-ENG-01, 1982)